# Kommunalismus (Geschichtsforschung)
Kommunalismus (nicht zu verwechseln mit dem libertären Kommunalismus, einer Staatstheorie des Anarchismus) ist ein Ansatz der Geschichtsforschung und beschreibt die Entwicklung von Gemeinden in der Übergangszeit vom Spätmittelalter zur Neuzeit. Kern der Forschung ist das Heilige Römische Reich zwischen dem 14. und 16. Jahrhundert. Dabei geht es weniger um Reichsfürsten oder Könige, sondern um die Entwicklung der städtischen wie ländlichen Gesellschaft. Kommunalismus betrachtet also die Geschichte „von unten“.
Der Kommunalismus wird in der neueren Forschung als eine wichtige Voraussetzung für das Gelingen der Reformation angesehen. Dies gilt besonders für die Gemeindebildung in den Städten.

## Ursprünge
Die Gesellschaft des Mittelalters war durch das Lehnswesen hierarchisch gegliedert. Im Spätmittelalter befand sich dieses System in einer Krise. Gründe dafür waren unter anderem der Aufschwung der Städte (verbunden mit dem Aufstieg des Bürgertums) sowie die Veränderungen in der ländlichen Gesellschaft (Auflösung des Villikationssystems, siehe auch Abschnitt 3 dieses Artikels). Dies war die Voraussetzung für die Gemeindebildung.

## Kommunalismus in den Städten
Durch den wirtschaftlichen Aufstieg vieler Städte kam es zu zahlreichen Konflikten innerhalb der Stadtgemeinde, die in Auseinandersetzungen zwischen dem aufstrebenden Bürgertum sowie der „alten“ städtischen Oberschicht (auch Patriziat genannt) mündeten. Dieser Vorgang wird auch mit den Bezeichnungen Zunftrevolution oder Bürgerkampf umschrieben. Dabei ging es um Bürgerrechte, Beteiligung an Entscheidungen der Gemeinde oder einfach um Verteilung der Macht innerhalb der Stadt.
Eine einheitliche Beurteilung der Vorgänge ist nicht möglich, da sich die Auseinandersetzungen von Stadt zu Stadt sehr unterschiedlich gestalteten. Eine Rolle spielte der Status einer Stadt (z. B. Reichsstädte, Städte mit Bischofssitz oder Landstädte), der Einfluss der Landesherren in der Umgebung sowie die wirtschaftliche Bedeutung. So kam es in zahlreichen Städten zu einer Beteiligung des Bürgertums und auch der Handwerker am Stadtregiment, während anderswo die „alte“ Ordnung aufrechterhalten wurde.
Beispiele kommunal organisierter Städte sind die europäischen Stadtstaaten Augsburg, Florenz, Köln, Venedig und Straßburg.

## Kommunalismus auf dem „Land“
In der ländlichen Gesellschaft war die Auflösung der Villikationsverbände von großer Bedeutung. Das heißt, das Land des Grundherren wurde dem Bauern zur selbstständigen Bewirtschaftung übergeben. Der Grundherr bearbeitete das Land nicht mehr selbst, sondern forderte stattdessen eine Geldabgabe.
Für die Bauern bzw. die Landgemeinde war es nun erforderlich, sich zu organisieren, um das Land bewirtschaften zu können. So bildeten sich Gemeindeversammlungen, wurden Gemeindebriefe (mit Zustimmung des Grundherren) festgelegt oder ländliche Gerichte gebildet. Wichtig dabei ist, dass es keine vergleichbare Entwicklung wie in den Städten gab. Der Boden gehörte dem Grundherren, die Leibeigenschaft blieb nach wie vor bestehen. Trotzdem entwickelte sich unter den Bauern ein gewisses Selbstverständnis, das die Grundlage für den deutschen Bauernkrieg zwischen 1524 und 1526 bildete. Nach dem Bauernkrieg herrschten jedoch die Fürstentümer und oligarchischen Stadtregierungen in Deutschland vor und der Kommunalismus konnte nur noch lokal zur Anwendung kommen.
Beispiele kommunal organisierter bäuerlicher Gemeinschaften waren in Europa weit verbreitet, finden sich aber vor allem in Süddeutschland und im Kanton Graubünden (Drei Bünde).

## Vom Kommunalismus zum demokratischen Freistaat
In Europa beriefen sich neben Stadtstaaten und bäuerlichen Gemeinschaften innerhalb der Fürstentümer auch die Schweizerische Eidgenossenschaft und ihre einzelnen Orte sowie die Republik der Niederlande auf kommunale Werte, um ihre Unabhängigkeit zu rechtfertigen.
Der einzige Zusammenschluss von Kommunen zu einem Bundesstaat von Gemeinden, der selbstbewusst feudaler Gewalt widerstand, entwickelte sich im Verlauf des 16. Jahrhunderts im Rätischen Freistaat der Drei Bünde, dem heutigen Graubünden. Nach der 1499 erfolgten faktischen Trennung des Rätischen Freistaates vom Heiligen Römischen Reich, entwickelte er sich zu einem politischen Gebilde, das im frühneuzeitlichen Europa einzigartig war. Im frühen 17. Jahrhundert war er der einzige Territorialstaat in Europa, welcher den Kommunalismus zum einzigen Rechtfertigungsprinzip machte. Die Bünder Gemeinden gründeten, regierten und verteidigten ihren Freistaat aufgrund des Prinzips der Kommune als Nutzungsgenossenschaft.